# 1944: Bitwa o Ardeny
1944: Bitwa o Ardeny (ang. 1944: Battle of the Bulge) – komputerowa strategiczna gra czasu rzeczywistego w realiach II wojny światowej, wyprodukowana przez Monte Cristo i wydana w 2005 przez Digital Jesters.

## Rozgrywka
Tematem gry jest niemiecka ofensywa w Ardenach na przełomie 1944 i 1945 roku. Gracz wybiera jedną z dwóch stron konfliktu. Kierując wojskami niemieckimi, bierze udział w ofensywie na amerykańskie dywizje stacjonujące w Belgii i Luksemburgu. Natomiast po wyborze strony amerykańskiej kieruje walką obronną tych oddziałów. W grze zostały zawarte trzy rozbudowane kampanie w trybie gry jednoosobowej, które składają się z 20 scenariuszy. Gracz ma do dyspozycji 85 różnych jednostek (piechota, pojazdy, artyleria, wsparcie lotnicze itd.). Gra działa na autorskim silniku graficznym, który był używany w poprzednich grach studia.